# クーズ郡 (オレゴン州)
クーズ郡（英: Coos County）は、アメリカ合衆国オレゴン州にある郡。人口は6万4929人（2020年）。郡名はかつて同地域で生活を営んでいた先住民族の名に由来する。アムクワ郡、ジャクソン郡の西部から分離して成立した。郡庁所在地はコキールである。

## 歴史
クーズ Coos という名称の由来ははっきりしていない。ルイス・クラーク探検隊はCook-koo-ooseと記した。初期の地図や文献を見ると、Kowes、Cowes、Coose、Koosなどの表記が用いられている。
この地は1828年に調査が行われたが、入植は1853年にクーズベイ・カンパニーがエンパイアシティ（現在のクーズベイの一部）を設立したのが最初である。
1853年12月22日、準州議会の法令によりクーズ郡がアムクワ郡とジャクソン郡から分離する形で成立した。1855年にはカリー郡がクーズ郡の南部地域から分離して成立する。当初、クーズ郡の郡庁はエンパイアシティに置かれた。1895年に準州議会が郡民に新たに郡庁所在地決定の許可を下すと、翌1896年に住民投票が行われ、郡庁がコキールに移転することになった。
準州議会は1854年にクーズベイからジャクソンヴィルまでの、1857年にはローズバーグまでの荷馬車道建設の許可を下した。

## 経済
19世紀、クーズ郡には金の鉱床があったため多くの人々が移住してきた。1890年から1910年にかけて、大量の石炭が郡内で採掘され、カリフォルニア州へ輸出された。オレゴン州で油田が発見されると、石炭産業は衰退し、1950年には石炭の採掘が打ち止めになってしまう。1938年から天然ガスを求めて炭田の調査が行われていたが、2003年にテキサス州に本拠を置くCDXガス社が2つの試掘井を掘削する計画であることを明らかにした。
ローズバーグとクーズベイを結ぶ天然ガス・パイプラインの建設計画が1999年、オレゴン州の2400万米ドルの支援により2700万ドルという高額の地方債が住民投票で承認されたことを受けて提案された。パイプラインの建設工事は2003年6月に開始され、翌2004年に完成を迎えた。
今日、クーズ郡の経済は林産物、観光、漁業、農業が大半を占めている。また、クーズ郡の今までの木材産業中心の経済に代わり、サービス産業が台頭してきている。バンドンの北方でクーズベイの南方に所在するバンドン・デューンズ・ゴルフ・リゾートは観光客やゴルファー達を世界中から集めている。ボーティング、畜産業、広葉樹マートルウッドによる製造業、造船、船の修理、クランベリー栽培なども同郡の経済で重要な位置を占めている。鉄鉱の豊かな鉱床は未開発であり、開発が待たれている。
クーズ郡には幾つかの港湾地区がある（1909年設立のポート・オブ・クーズベイ、1912年設立のポート・オブ・コキール・リバー、1913年設立のポート・オブ・バンドン）。クーズ湾（クーズベイ）はサンフランシスコ湾とピュージェット湾の間では最良の自然港湾であるとされ、ポート・オブ・クーズベイは、運送船による生の木材輸出が中断される2005年末まで、世界最大の林産物船荷業者であった。

## 人口動態
以下は2000年国勢調査による人口統計データである。
| - 人口: 62,779人 - 世帯数: 26,213世帯 - 家族数: 17,457家族 - 人口密度: 15人/km²（39人/mi²） - 住居数: 29,247軒 - 住居密度: 7軒/km²（18軒/mi²） 人種別人口構成 - 白人: 91.97% - アフリカン・アメリカン: 0.31% - ネイティブ・アメリカン: 2.41% - アジア人: 0.90% - 太平洋諸島系: 0.17% - その他の人種: 1.06% - 混血: 3.17% - ヒスパニック・ラテン系: 3.40% 祖先構成 - ドイツ系: 18.5% - イギリス系: 12.4% - イラン系: 11.3% - アメリカ系: 10.7% 第一言語 - 英語: 96.0% - スペイン語: 2.5% | 年齢別人口構成 - 18歳未満: 21.90% - 18-24歳: 7.10% - 25-44歳: 24.00% - 45-64歳: 27.80% - 65歳以上: 19.10% - 年齢の中央値: 43歳 - 性比（女性100人あたり男性の人口） - 総人口: 96.10 - 18歳以上: 93.90 世帯と家族（対世帯数） - 18歳未満の子供がいる: 26.00% - 結婚・同居している夫婦: 52.90% - 未婚・離婚・死別女性が世帯主: 9.90% - 非家族世帯: 33.40% - 単身世帯: 27.20% - 65歳以上の老人1人暮らし: 12.30% - 平均構成人数 - 世帯: 2.34人 - 家族: 2.80人 収入と家計 - 収入の中央値 - 世帯: 31,542米ドル - 家族: 38,040米ドル - 性別 - 男性: 32,509米ドル - 女性: 22,519米ドル - 人口1人あたり収入: 17,547米ドル - 貧困線以下 - 対人口: 15.00% - 対家族数: 11.10% - 18歳未満: 19.90% - 65歳以上: 9.40% |

## 都市と町
- クーズベイ
- コキール（郡庁所在地）
- バンドン
- レイクサイド

- マートルポイント
- ノースベンド
- パワーズ

### 非法人地域及び国勢調査指定地域
- アレガニー
- バービュー
- バンカーヒル
- チャールストン
- クーストン

- グラスゴー
- ハウザー
- プロスパー
- リバートン
- リモート